# Katelin Guregian
Katelin Guregian z d. Snyder (ur. 16 sierpnia 1987 r. w Nashua) – amerykańska wioślarka, sternik, złota medalistka Igrzysk Olimpijskich 2016, pięciokrotna mistrzyni świata.
Jest żoną Narega Guregiana, który również jest wioślarzem.

## Igrzyska olimpijskie
W 2016 roku na igrzyskach olimpijskich w Rio de Janeiro wystąpiła w zawodach ósemek. W osadzie znalazły się także Emily Regan, Kerry Simmonds, Amanda Polk, Lauren Schmetterling, Tessa Gobbo, Meghan Musnicki, Elle Logan i Amanda Elmore. Po zwycięstwie w eliminacjach awansowały bezpośrednio do finału, w którym zajęły pierwsze miejsce i zdobyły złoty medal. Okazały się lepsze od reprezentantek Wielkiej Brytanii i Rumunii.

## Osiągnięcia
- Mistrzostwa świata U-23 – Hazewinkel 2006 – ósemka – 1. miejsce.
- Mistrzostwa świata – Poznań 2009 – ósemka – 1. miejsce.
- Mistrzostwa świata – Chungju 2013 – ósemka – 1. miejsce
- Mistrzostwa świata – Amsterdam 2014 – ósemka – 1. miejsce
- Mistrzostwa świata – Lac d’Aiguebelette 2015 – ósemka – 1. miejsce
- Igrzyska olimpijskie – Rio de Janeiro 2016 – ósemka – 1. miejsce.
- Mistrzostwa świata – Sarasota 2017 – ósemka – 4. miejsce
- Mistrzostwa świata – Płowdiw 2018 – ósemka – 1. miejsce
- Mistrzostwa świata – Ottensheim 2019 – ósemka – 3. miejsce